# David Brandl
David Karl Brandl (ur. 19 kwietnia 1987 w Linzu) – austriacki pływak, specjalizujący się głównie w stylu dowolnym.
Brązowy medalista mistrzostw Europy z Eindhoven w sztafecie 4 x 200 m stylem dowolnym.
Uczestnik igrzysk olimpijskich z Pekinu (20. miejsce na 400 m stylem dowolnym i 9. miejsce w sztafecie 4 x 200 m stylem dowolnym) oraz z Londynu (27. miejsce na 200 m stylem dowolnym i 16. miejsce w sztafecie 4 x 200 m stylem dowolnym).